# Dorfkirche Depekolk

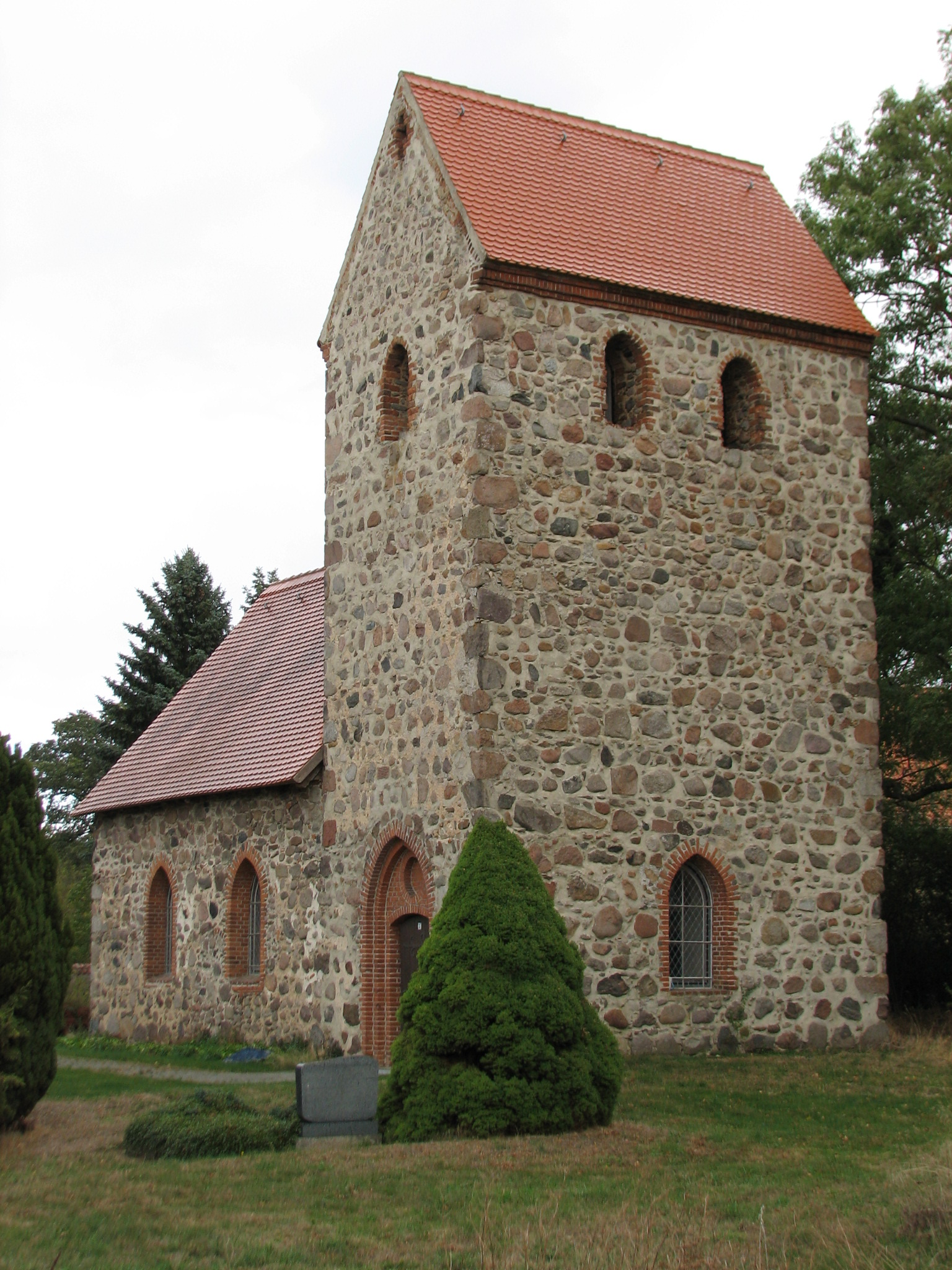
Dorfkirche Depekolk

Die evangelische Dorfkirche Depekolk ist eine Saalkirche im Übergangsstil von Spätromanik zur Frühgotik im Ortsteil Depekolk von Salzwedel im Altmarkkreis Salzwedel in Sachsen-Anhalt. Sie gehört zum Pfarrbereich Apenburg im Kirchenkreis Salzwedel der Evangelischen Kirche in Mitteldeutschland.

## Geschichte und Architektur
Die Kirche ist eine Saalkirche aus Feldsteinmauerwerk mit halbkreisförmiger Apsis aus dem dritten Viertel des 13. Jahrhunderts. Die mittelalterlichen Öffnungen sind spitzbogig mit Backsteinlaibung, davon erhalten sind das Apsisfenster und die Schallöffnungen am Turm, an der Nordseite sind die Reste eines Portals erhalten. Der Turm wurde gegen Ende des 15. Jahrhunderts erbaut. In der Apsis ist ein frühgotisches Gewölbe mit kräftigen Wulstrippen ausgeführt. Gegen Ende des 19. Jahrhunderts erfolgte ein eingreifender Umbau, wobei die Schiffsmauern erhöht, größere Spitzbogenfenster und ein Portal an der Turmnordseite eingebrochen und ein hölzernes Tonnengewölbe sowie eine neue Einrichtung eingebaut wurden. Auch der Rundbogen zwischen Schiff und Turm in seiner jetzigen Höhe wurde vermutlich erst damals hergestellt, um Platz für die Empore und die Orgel zu schaffen. Die Baunaht im Ostgiebel lässt die Erhöhung des Schiffs deutlich erkennen.
Das spitzbogige Kirchhofportal aus Feld- und Backsteinen ist zu Beginn des 16. Jahrhunderts entstanden.

## Ausstattung
Die einzigen erhaltenen Ausstattungsstücke aus dem Mittelalter sind zwei Glocken. Sie blieben wegen ihres historischen Werts von der Metallspende des deutschen Volkes im Jahr 1917 verschont. Die größere Glocke trägt auf dem Mantel vier Pilgerzeichen; davon stammt eines aus Aachen und zeigt das Kleid Mariens, während das andere infolge eines Gussfehlers kaum erkennbar ist und vermutlich aus Köln stammt. Ein drittes Zeichen mit der Heiligen Birgitta stammt wie dasjenige auf der Apostelglocke der Katharinenkirche in Salzwedel vermutlich aus Marienwohlde; ein viertes ist ebenfalls infolge des Gussfehlers nicht mehr zu deuten. Die Minuskelinschrift lautet: „hepl (sic!) ghot unde maria int aller not unde de rid-er sante ior--“ (der weitere Text ist wegen des Gussfehlers nicht mehr lesbar). Die kleinere zeigt ebenfalls eine Minuskelinschrift: „redder sancte virge ora pro nobis anno dom mccccc iii“, stammt also aus dem Jahr 1503. Die Inschrift wird im Sinne von „Erlöser (und) heilige Jungfrau bete(t) für uns, im Jahr des Herrn 1503“ gedeutet. Möglicherweise könnte aber „redder“ auch „Ritter“ bedeuten und auf den Heiligen Georg bezogen sein.
Der Turm wird vermutlich gegen Ende des 15. Jahrhunderts entstanden sein; mit Hinweis auf die Glockeninschriften wird ein Georgspatrozinium für die Kirche angenommen.